# Leonardo Sakamoto
Leonardo Moretti Sakamoto é um premiado jornalista brasileiro. Além da graduação em jornalismo, possui mestrado (2003) e doutorado em ciência política (2007) pela Universidade de São Paulo.
Descendente paterno de japoneses e materno de gregos e italianos, cobriu conflitos armados e o desrespeito aos direitos humanos em Timor Leste (1998), Angola (1999) e no Paquistão (2007) e retratou problemas sociais em reportagens realizadas por todo o país. Diretor da ONG Repórter Brasil, foi seu representante na Comissão Nacional para a Erradicação do Trabalho Escravo. Atuou como conselheiro do Fundo das Nações Unidas para Formas Contemporâneas de Escravidão, em Genebra(2014-2020), e como comissário da Liechtenstein Initiative - Comissão para o Setor Financeiro contra a Escravidão Moderna e o Tráfico de Seres Humanos (2018-2019).
Foi professor visitante do Departamento de Ciência Política da New School for Social Research, em Nova Iorque (2015-2016). Sakamoto foi professor de Jornalismo na Universidade de São Paulo (2000-2002) e é professor de Jornalismo na Pontifícia Universidade Católica de São Paulo (PUC-SP). É comentarista do Jornal da Cultura, da TV Cultura e colunista da New Internationalist, no Reino Unido. Escreve diariamente sobre política e direitos humanos em sua coluna no portal UOL.
Em 2017, Leonardo Sakamoto recebeu o prêmio Hero Acting to End Modern Slavery Award, do Departamento de Estado dos Estados Unidos, por sua luta contra a escravidão contemporânea. Em 2016, foi indicado ao prêmio Repórteres sem Fronteiras pela Liberdade de Imprensa, por conta de sua cobertura diária das violações aos direitos humanos e das ameaças e agressões que sofreu em decorrência de seu trabalho.
Por conta de sua atuação como jornalista na área de direitos humanos e de ativista no combate ao trabalho escravo contemporâneo, Leonardo Sakamoto tem sido vítima de ameaças de morte e agressões. Por conta disso, o Ministério Público Federal demandou apuração dessas tentativas de intimidação de seu trabalho em 2016.
Dois anos depois, ele sofreu nova onda de ataques virtuais por conta do surgimento de fake news, via redes sociais, dando conta de que ele seria dono de agências de checagem de notícias e que, por isso, estaria com uma parceria com empresas de redes sociais visando a censurar pessoas e grupos. Em função disso, o jornalista foi novamente ameaçado de morte. O Ministério Público Federal demandou nova apuração sobre o caso.